# EFIS

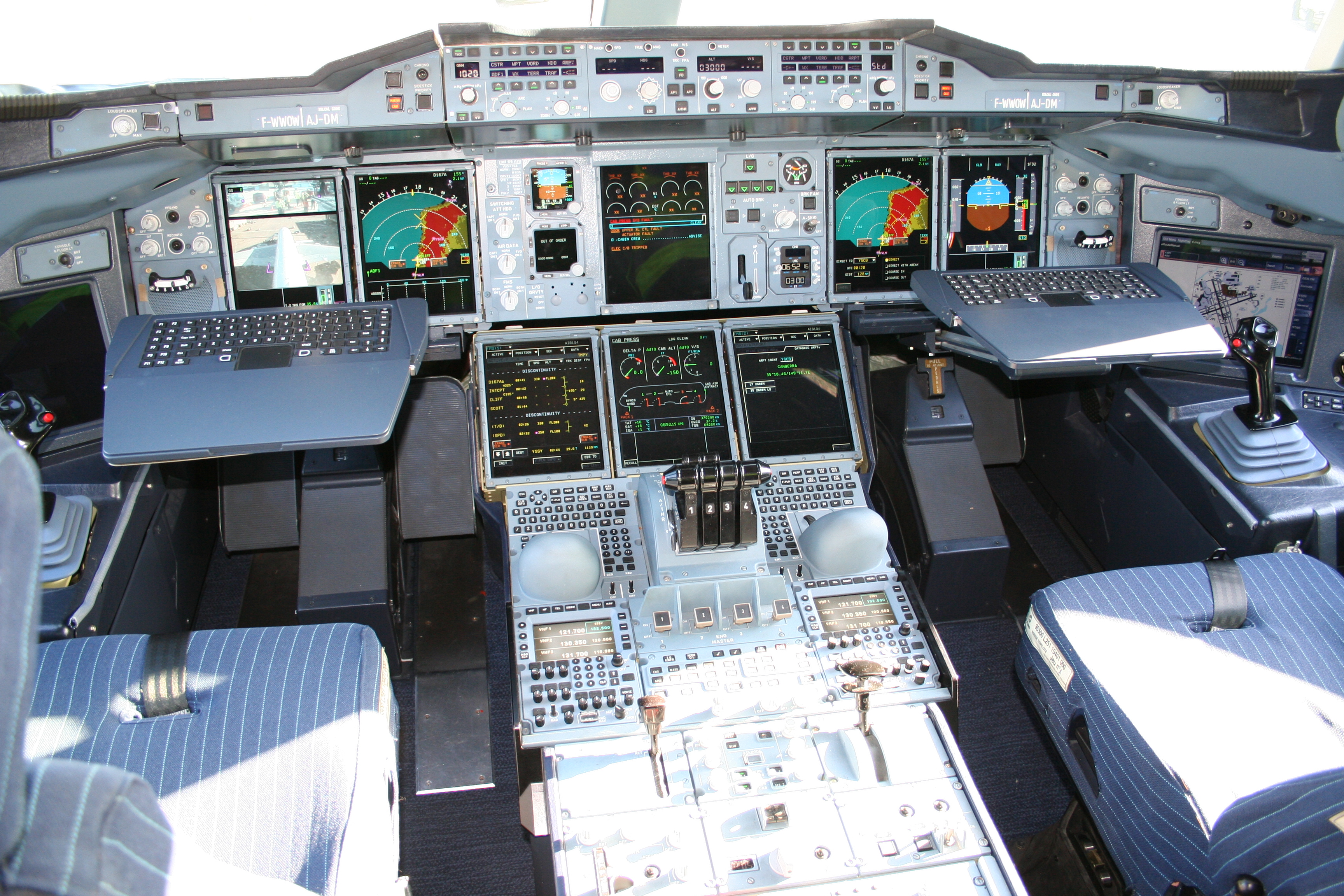
EFIS v kokpitu letadla Airbus A380

EFIS (Electronic Flight Information System, Elektronický letový informační systém) je informační systém, který na display v pilotní kabině zobrazuje letové informace. EFIS je modernější, efektivnější a srozumitelnější než tradiční přístroje („budíky“). V angličtině je EFIS vyslovován jako [ífis].
O letounech vybavených systémem EFIS se často říká, že mají skleněný kokpit, což je slangový odkaz na „skleněné“ obrazovky, které EFIS ve svých počátcích využívá. Stále se ale nechávají záložní přístroje (standby instruments)především umělý horizont(stdby horizon), indikátor vzdušné rychlosti (IAS indicator), barometrický výškoměr (barometric altimeter) a radio magnetic indicator (RMI).